# Canoa/kayak ai Giochi della XXVIII Olimpiade - C2 500 metri maschile

## Batterie
Hanno partecipato alle batterie di qualificazione 14 equipaggi: i primi tre delle due batterie si sono qualificati direttamente per la finale, mentre i restanti 8 hanno disputato la gara di semifinale.
24 agosto 2004
| Posizione | Atleta                                 | Paese       | Tempo       |
| --------- | -------------------------------------- | ----------- | ----------- |
| 1         | Christian Gille e Tomasz Wylenzek      | Germania    | 1:40.128 QF |
| 2         | Attila Buday e Tamas Buday Jr.         | Canada      | 1:40.488 QF |
| 3         | Paweł Baraszkiewicz e Daniel Jędraszko | Polonia     | 1:40.524 QF |
| 4         | György Kozmann e György Kolonics       | Ungheria    | 1:41.324 QS |
| 5         | Maksym Prokopenko e Ruslan Dzhalilov   | Ucraina     | 1:44.532 QS |
| 6         | Peter Pales e Daniel Biksadsky         | Slovacchia  | 1:45.860 QS |
| 7         | Jordan Malloch e Nathan Johnson        | Stati Uniti | 1:48.172 QS |

| Posizione | Atleta                                           | Paese       | Tempo       |
| --------- | ------------------------------------------------ | ----------- | ----------- |
| 1         | Meng Guanliang e Yang Wenjun                     | Cina        | 1:38.916 QF |
| 2         | Ibrahim Rojas e Ledis Balceiro                   | Cuba        | 1:39.860 QF |
| 3         | Aleksandr Kostoglod e Alexander Kovalev          | Russia      | 1:40.128 QF |
| 4         | Silviu Simioncencu e Florin Popescu              | Romania     | 1:41.368 QS |
| 5         | Aliaksandr Kurliandchyk e Aliaksandr Bahdanovich | Bielorussia | 1:41.576 QS |
| 6         | Alfredo Bea e David Mascato                      | Spagna      | 1:43.708 QS |
| 7         | Yannick Lavigne e Jose Lenoir                    | Francia     | 1:49.940 QS |

## Semifinale
I primi tre equipaggi della semifinale si sono qualificati, raggiungendo i tre equipaggi già qualificati per la finale.
26 agosto 2004
| Posizione | Atleta                                           | Paese       | Tempo       |
| --------- | ------------------------------------------------ | ----------- | ----------- |
| 1         | Silviu Simioncencu e Florin Popescu              | Romania     | 1:41.424 QF |
| 2         | György Kozmann e György Kolonics                 | Ungheria    | 1:41.472 QF |
| 3         | Aliaksandr Kurliandchyk e Aliaksandr Bahdanovich | Bielorussia | 1:42.484 QF |
| 4         | Maksym Prokopenko e Ruslan Dzhalilov             | Ucraina     | 1:42.860    |
| 5         | Alfredo Bea e David Mascato                      | Spagna      | 1:43.160    |
| 6         | Peter Pales e Daniel Biksadsky                   | Slovacchia  | 1:44.732    |
| 7         | Yannick Lavigne e Jose Lenoir                    | Francia     | 1:45.548    |
| 8         | Jordan Malloch e Nathan Johnson                  | Stati Uniti | 1:46.424    |

## Finale
28 agosto 2004
| Posizione | Atleta                                           | Paese       | Tempo    |
| --------- | ------------------------------------------------ | ----------- | -------- |
|           | Meng Guanliang e Yang Wenjun                     | Cina        | 1:40.278 |
|           | Ibrahim Rojas e Ledis Balceiro                   | Cuba        | 1:40.350 |
|           | Aleksandr Kostoglod e Alexander Kovalev          | Russia      | 1:40.442 |
| 4         | Silviu Simioncencu e Florin Popescu              | Romania     | 1:40.618 |
| 4         | Christian Gille e Tomasz Wylenzek                | Germania    | 1:40.802 |
| 6         | Aliaksandr Kurliandchyk e Aliaksandr Bahdanovich | Bielorussia | 1:40.858 |
| 7         | György Kozmann e György Kolonics                 | Ungheria    | 1:41.138 |
| 8         | Attila Buday e Tamas Buday Jr.                   | Canada      | 1:41.210 |
| 9         | Paweł Baraszkiewicz e Daniel Jędraszko           | Polonia     | 1:42.046 |